# Гонконг на зимних Олимпийских играх 2002
Гонконг принимал участие в Зимних Олимпийских играх 2002 года в Солт-Лейк-Сити (США) в первый раз за свою историю, но не завоевал ни одной медали. Сборную страны представляли 2 женщины.